# Bipolaris zeicola
Espèce
Bipolaris zeicola est une espèce de champignons ascomycètes de l'ordre des Pleosporales. Son stade téléomorphe est Cochliobolus carbonum.
Ce champignon, qui était autrefois inclus dans le genre Helminthosporium, est responsable d'une maladie appelée helminthosporiose du maïs.

## Plantes hôtes
Bipolaris zeicola parasite diverses espèces de la famille des Poaceae, principalement le maïs (Zea mays), mais également le sorgho (Sorghum spp.) et diverses autres espèces de graminées, ainsi que le pommier (Malus domestica) dans la famille des Rosaceae. 
C'est une espèce particulièrement virulente sur le maïs qui provoque aussi une maladie sur les graines du sorgho.

## Symptômes et biologie
Il apparait des taches blanches sur les organes aériens. Dans les taches, des fructifications brunes se forment par temps humide. Les épis peuvent se couvrir d'un mycélium brunâtre. Les plants atteints restent souvent isolés sans que l'épidémie gagne l'ensemble de la parcelle. La maladie peut se transmettre par les semences et le champignon peut se conserver sur les débris de culture.

## Synonymes
Selon Catalogue of Life (5 septembre 2014) :
- Cochliobolus carbonum R.R. Nelson 1959 (téléomorphe),
- Drechslera carbonum (Ullstrup) Sivan. 1984,
- Drechslera zeicola (G.L. Stout) Subram. & B.L. Jain 1966,
- Helminthosporium carbonum Ullstrup 1944,
- Helminthosporium zeicola G.L. Stout 1930.

## Distribution
Cette espèce a une répartition cosmopolite et se rencontre surtout dans les régions tropicales et subtropicales. Elle comprend notamment les pays suivants : 
- Afrique : Congo, Égypte, Kenya, Nigeria,
- Amérique : Brésil, Canada, États-Unis,
- Asie :  Cambodge, Chine, Inde,
- Europe : Danemark,
- Océanie : Australie, îles Salomon, Nouvelle-Zélande.

Ce champignon est classé comme organisme de quarantaine dans plusieurs pays dont l'Indonésie, l'Égypte et le Chili.